# Michael Frank Goodchild
Michael Frank Goodchild (24. veljače 1944.), britansko-američki geograf. 
Trenutačno radi kao profesor geografije na Sveučilištu u Kaliforniji, Santa Barbara. Nakon devetnaest godina na Sveučilištu u Zapadnom Ontariju, uključujući tri godine pročelništva na katedri, preselio se 1988. u Santu Barbaru. 
Godine 2002. Goodchild je postao član Nacionalne akademije znanosti te je 2003. godine dobio Founder's Medal Kraljevskog geografskog društva.

## Obrazovanje
- dr. sc., geografija, Sveučilište McMaster, Hamilton, Ontario, 1969.
- bacc., fizika, Sveučilište u Cambridgeu, Cambridge, Engleska, 1965.

## Znanstveni rad
Njegovo najutjecajnije djelo uključivalo je istraživanje geografske informacijske znanosti (GIS-a ili računalnog mapiranja).

## Spilje i krš
Goochild je kao student na doktorskom studiju na Sveučilištu McMaster ponovo otkrio spilju Castleguard (dugu 20 kilometara, najdužu spilju u Kanadi). Njegov student Alan Glennon otkrio je ulaz i napravio značajna otkrića u spiljskom sustavu Martinova hrpta u Kentuckyju (dugom 51.8 kilometara). Goodchildov mentor za disertaciju dr. Derek C. Ford cijenjeni je kanadski geomorfolog i istraživač krša.

## Počasti
- Prix Vautrin Lud, St Dié-des-Vosges, Francuska, 2007.;
- Član, Američka akademija umjetnosti i znanosti, 2006.-;
- Počasni doktor prava, Sveučilište Ryerson, 2004.;
- Počasni doktor znanosti, Sveučilište McMaster, 2004.;
- Profesor, Sveučilište u Wuhanu, 2003.–;
- Fakultetski istraživački predavač, Sveučilište u Kaliforniji, Santa Barbara, 2003.;
- Founder's Medal, Royal Geographical Society, 2003.;
- Edukator godine, Sveučilišni konzorcij za geografsku informacijsku znanost, 2002.;
- Strani drug, Royal Society of Canada, 2002.–;
- Član, Nacionalna akademija znanosti, 2002.–;
- Nacionalni pridruženi član Nacionalnih akademija, 2001.–;
- Nagrada za životno djelo, Istraživački institut za okolinske sustave (ESRI), 2001.;
- Počasni doktor znanosti, Sveučilište Keele, 2001.;
- Istaknuta nagrada za izuzetan znanstveni doprinos kartografiji, Kanadsko kartografsko udruženje, 1999.;
- Počasni doktor znanosti, Sveučilište Laval, 1999.

## Studenti
- Linna Li (dr. sc. student 2007-)
- Indy Hurt (dr. sc. student 2006-)
- Karl Grossner (dr. sc. student 2005-)
- Joshua L. Bader (dr. sc. student 2003-)
- Alan Glennon (dr. sc. student 2003-)
- John Gallo, dr. sc. student 2007
- Sean Benison (dr. sc. student 2000-)
- Matt Rice, dr. sc., 2005
- Jorge Sifuentes, dr. sc., 2005
- XiaoHang Liu, dr. sc., 2003
- Dibble, Catherine, dr. sc., 2001
- Ashton Shortridge, dr. sc., 2000
- Tom Cova, dr. sc., 1999
- Charles Ehlschlaeger, dr. sc., 1998
- Karen K. Kemp, dr. sc., 1992
- Mark P. Kumler, dr. sc., 1992
- Jay Lee, dr. sc., 1989
- Klinkenberg, Brian, dr. sc., 1988
- Catharine M. Hosage, dr. sc., 1985
- C. Peter Keller, dr. sc., 1985
- Valerian T. Noronha, dr. sc., 1985
- Averack, Richard, dr. sc., 1983
- Armstrong, Robin, dr. sc., 1981
- Nina Lam, dr. sc., 1980
- Fesenmaier, Daniel R., dr. sc., 1980
- Waters, Nigel, dr. sc., 1977
- Brozowski, R., dr. sc., 1977
- Maher, R.V., dr. sc., 1975
- J.H. "Chip" Ross, dr. sc., 1972

## Vanjske poveznice
- Osobne stranice Mikea Goodchilda